# Effusion (Vulkanismus)

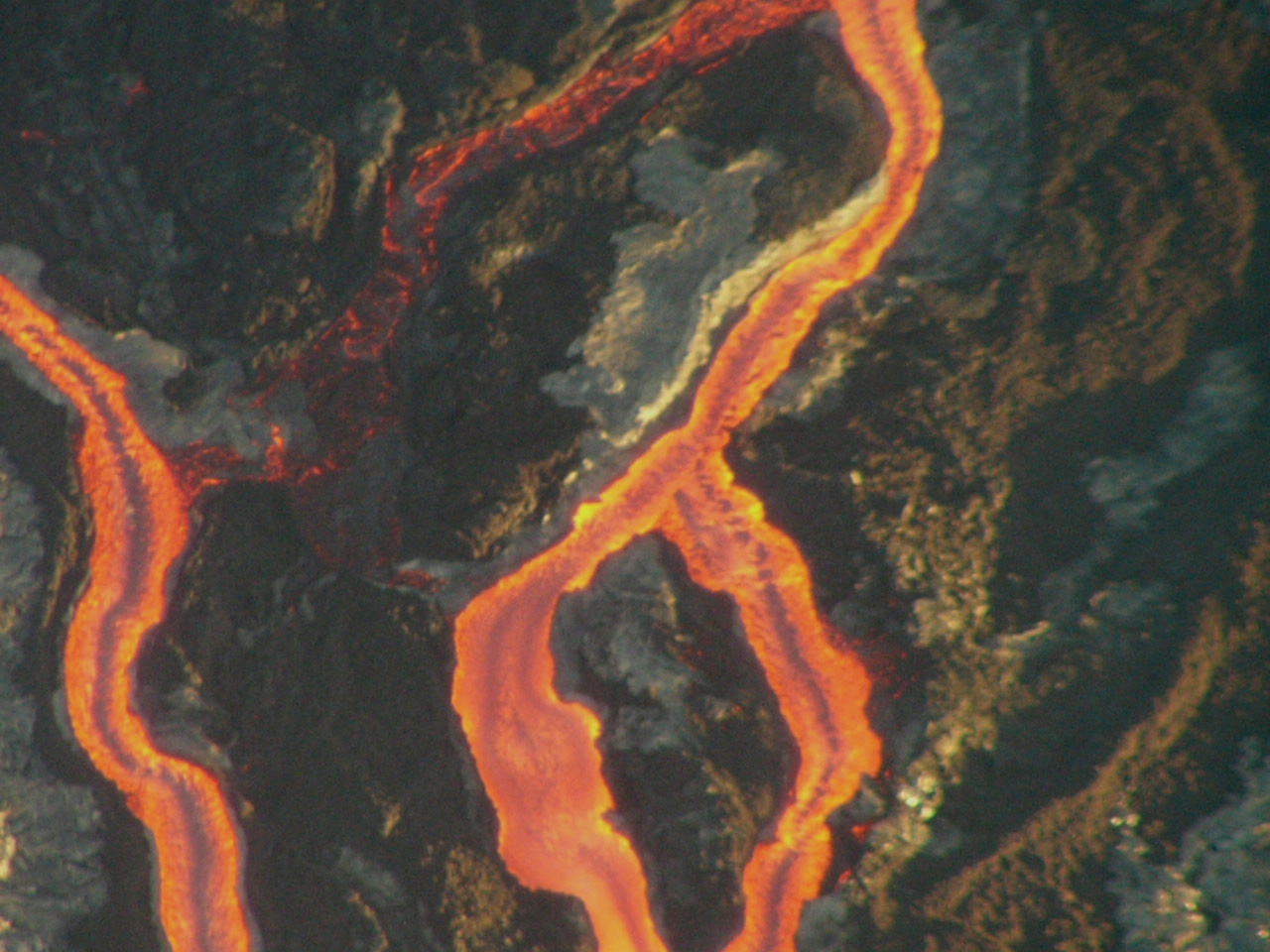
Effusiver Ausbruch auf Hawaii

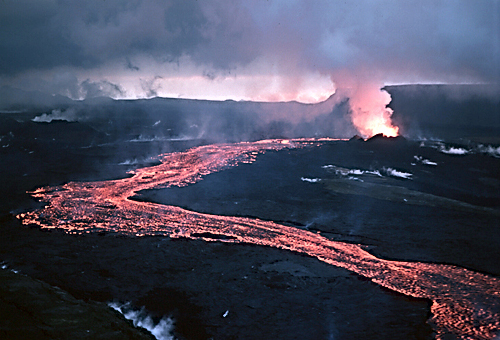
Krafla, Island, 1984

Effusion (lateinisch effusio „Ausgießen, Ausgießung, Erguss, Ausfluss, Fließen, Strom“) oder effusive Vulkantätigkeit ist im Vulkanismus neben der Ejektion einer der beiden Haupttypen von Vulkanausbrüchen.
Die Effusion ist im Gegensatz zur explosiven ejektiven Vulkantätigkeit das mehr oder minder ruhige Ausfließen von Lava. Die Lava ist von basaltischer Zusammensetzung und aufgrund der relativen Armut an Siliziumdioxid nur wenig viskos. Je nach dem im Aufstiegsweg der Lava vorhandenen Druck und ihrem Gasgehalt treten Lavafontänen und -vorhänge auf. Bei effusiver Tätigkeit entstehen die Vulkantypen des Plateauvulkans und des Schildvulkans.
Prominente Beispiele effusiver Tätigkeit sind die hawaiischen Vulkane Mauna Loa, Kīlauea und Mauna Kea. Bei der effusiven Tätigkeit von Spaltenvulkanen ist es in der geologischen Vergangenheit immer wieder zum Auftreten von Flutbasalten gekommen, so etwa in den USA (Columbia-Plateaubasalt), Sibirien (Sibirischer Trapp), Indien (Dekkan-Trapp) oder China (Emeishan-Trapp).